# Francesca Romana
|  | No s'ha de confondre amb Francesca de Salern. |

Francesca de Roma o Francesca Romana (Roma, 1384 - 1440) va ésser una vídua, després religiosa i fundadora de la comunitat de les Oblates de Santa Francesca Romana. És venerada com a santa per l'Església catòlica.

## Biografia
Francesca va néixer a Roma, a la noble família Bussa de' Leoni i visqué tota la seva vida al palau familiar del Trastevere. Als onze anys va decidir de fer-se monja, però els seus pares van arranjar-li un matrimoni i als tretze va esposar el noble Lorenzo de' Ponziani, comandant de les tropes del Papa. Tot i això, el matrimoni va ser feliç: Lorenzo estimava i admirava la conducta cristiana de la seva muller i la seva cunyada Vannozza; a més, estava freqüentment en campanya, fora de casa. Mentrestant, Francesca feia obres de caritat, visitava malalts i animava altres dones benestants perquè fessin el mateix. Van tenir sis fills, dos dels quals van morir en una epidèmia de pesta. La parella va arribar a un acord i, des del 1435, Francesca practicava la continència, fent, en la mesura que podia, vida contemplativa. Tenia visions de personatges celestials, com l'àngel de la guarda, èxtasis i revelacions sobre la fi del cisma d'Occident. Era, però, humil, obedient i pacient.
Francesca dedicà part de la finca familiar a la construcció d'un hospital. El 15 d'agost de 1425 va fundar una comunitat de dones laiques, les Oblates Olivetanes de Maria, com a confraria de dones pies que es reunien a l'església de Santa Maria Nova de Roma, però sense viure en clausura ni fer vots públics. A partir d'aquesta experiència, en març de 1433, va fundar un convent perquè aquestes dones visquessin en comunitat, a Tor de' Specchi; des de llavors, continua essent l'únic convent de l'orde de les Oblates de Tor de' Specchi o Oblates de Santa Francesca Romana. El 4 de juliol d'aquell any, Eugeni IV va aprovar la comunitat com a congregació religiosa de monges, dedicada a l'exercici de la virtut i la caritat, i seguint la Regla de Sant Benet.
El 1436 el seu marit va ser ferit i tornà a Roma, on, tot i les cures de Francesca, morí. Llavors ella ingressà a la comunitat, esdevenint-ne superiora. Hi morí el 1440, essent enterrada a l'església de Santa Maria Nova.

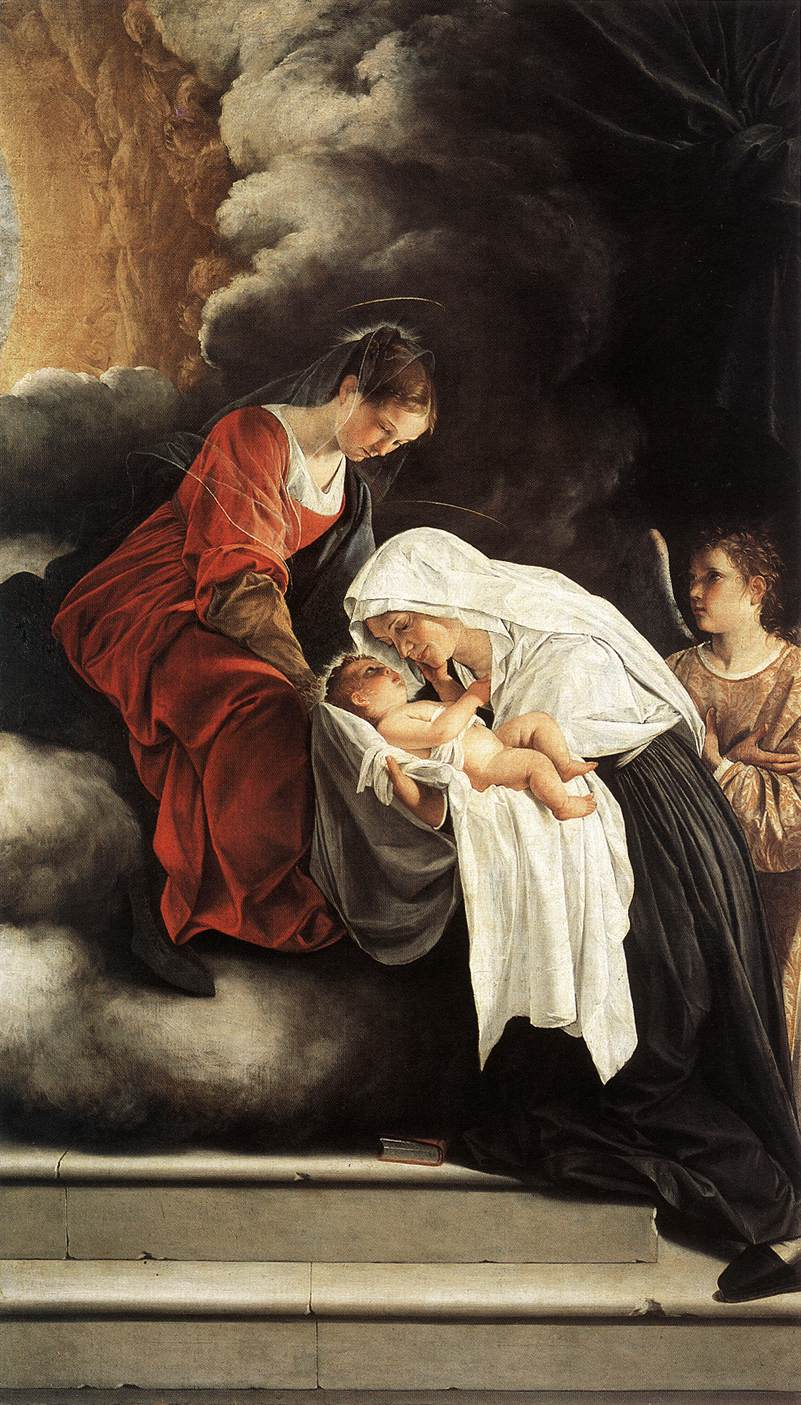
Visió de la santa, per Orazio Gentileschi, 161-17 (Urbino, Galleria nazionale delle Marche)
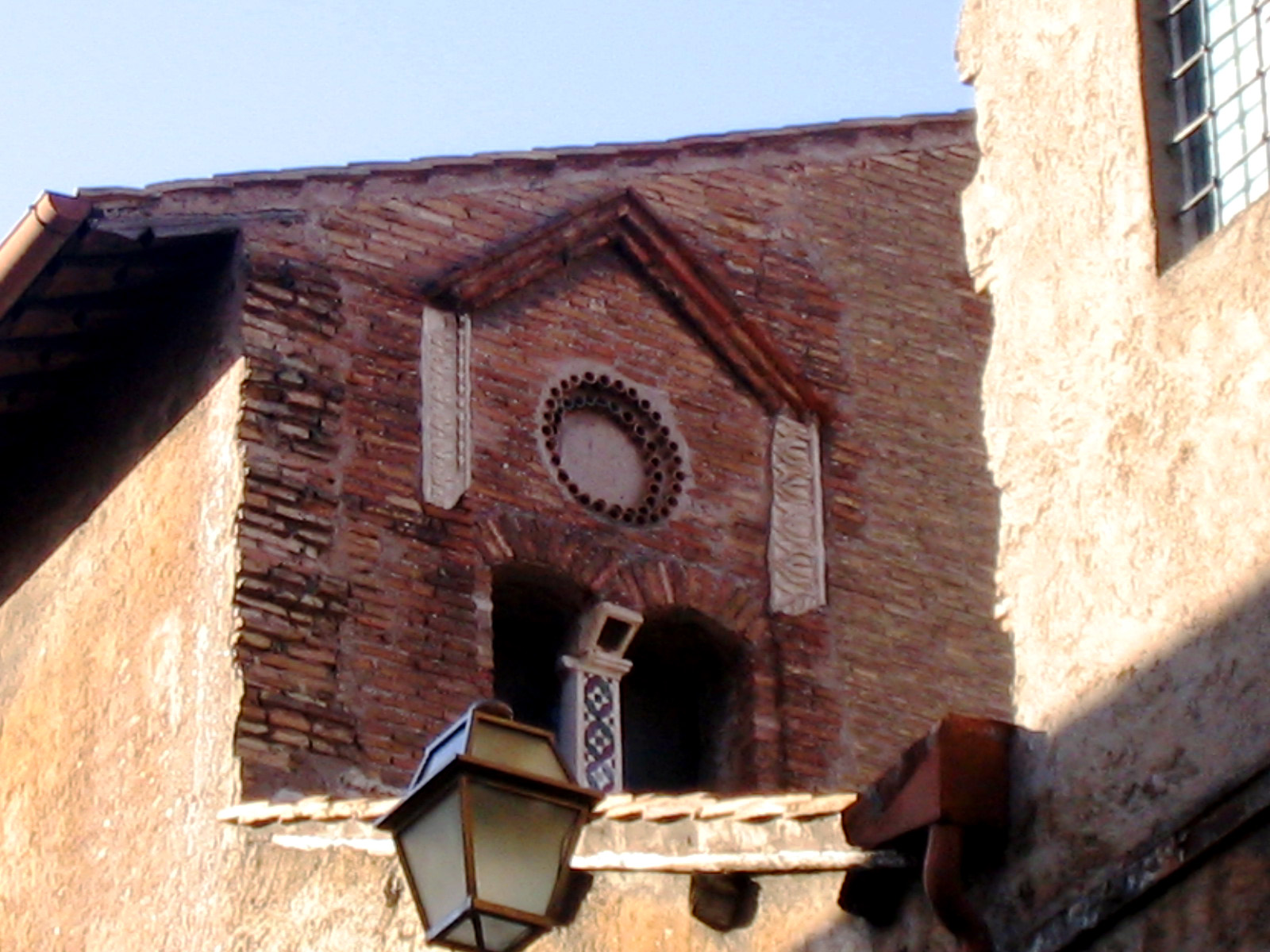
Casa de S. Francesca, al convent de les Oblates de Tor de'Specchi
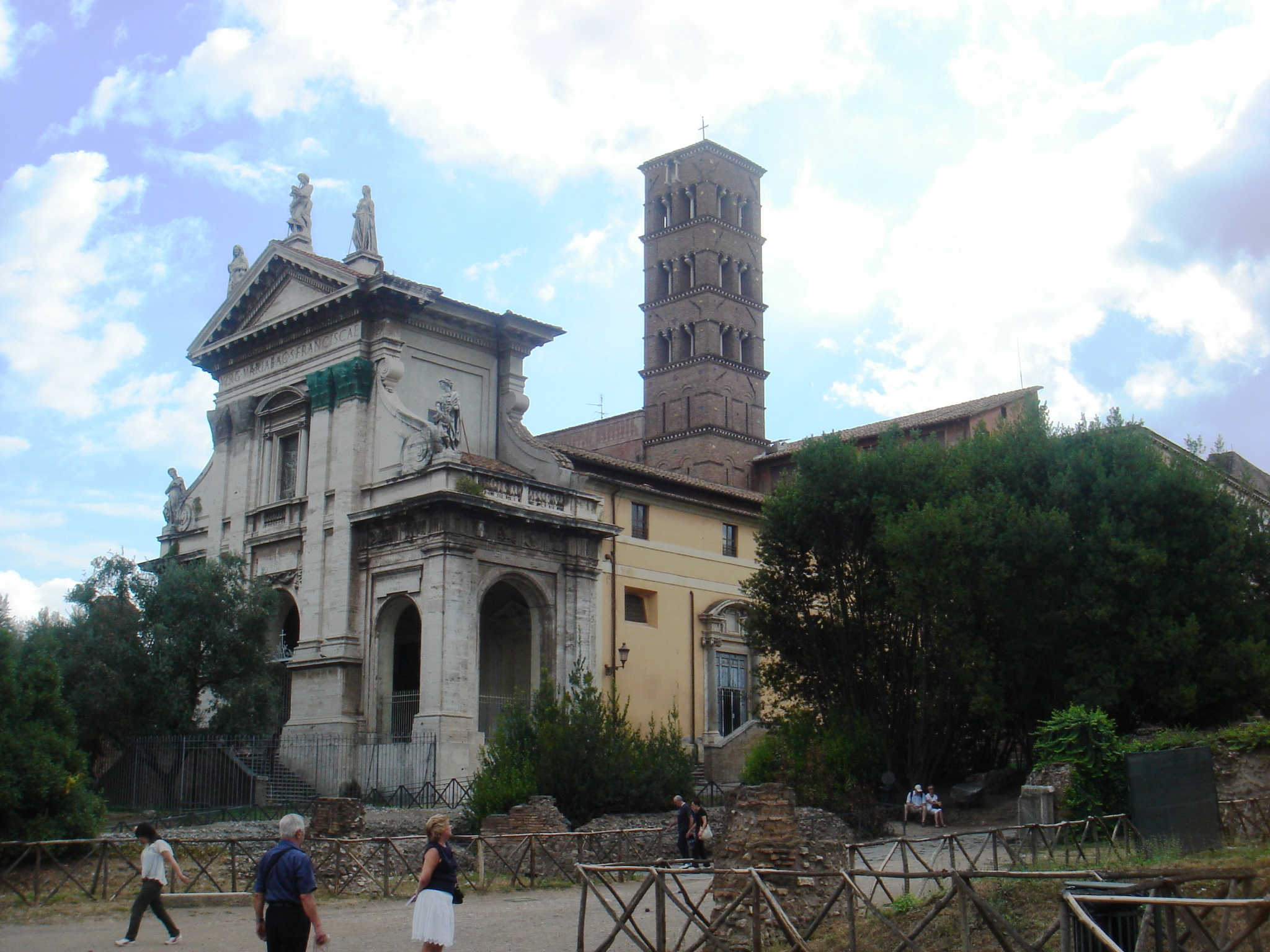
Basílica de S. Francesca Romana, al Fòrum, lloc d'enterrament de la santa.

## Veneració
Va ser canonitzada el 9 de maig de 1608 per Pau V; durant anys, es van cercar les seves restes, que s'havien perdut, fins que van trobar-se el 2 d'abril de 1638 i enterrades de nou el 9 de març de 1649 a l'església de Santa Maria Nova, que va prendre el nom de Basílica de Santa Francesca Romana. El 1869, el cos va ser instal·lat en una urna de vidre. Copatrona de Roma, el 1925 Pius XI la va proclamar patrona d'automobilistes i motoristes per la llegenda que un àngel il·luminava el camí amb una llanterna quan Francesca viatjava, per tal que no tingués accidents.

### Obres artístiques inspirades en la seva vida
El personatge és protagonista de l'oratori Il trionfo della castità, ovvero, Oratorio per S. Francesca Romana, amb música d'Antonio Caldara, estrenat a Roma el 1710.